# 李建群 (教授)
李建群（1955年6月—），湖南省长沙市人，中央美术学院美术史系外国美术教研室教师、美术史系教授。

## 教育经历
1984年－1987年	中央美术学院美术史系研究生  获硕士学位并留校任教
1992年－1993年	伦敦大学考陶尔美术学院访问学者  主修中世纪美术
2002年3月－9月     伦敦大学大学学院美术史系高级访问学者  主修英国美术史、西方女性艺术研究

## 研究经历
1987年－1992年	拉丁美洲美术研究：古代前哥伦比亚艺术
1994年－1997年	中世纪美术研究
1997年－1999年	拉丁美洲现代美术研究
2000年－2001年	现代英国美术研究
2002年至今        英国美术研究、西方女性艺术研究

## 出版著作

### 专著
- 《血与火的文明——古代墨西哥雕刻艺术》  人民美术出版社 1988年12月
- 《失落的玛雅》  湖南美术出版社 1999年7月
- 《英国美术史话》  人民美术出版社 2000年2月
- 《20世纪英国美术》  湖南美术出版社 2001年3月
- 《20世纪拉丁美洲美术》  湖南美术出版社 2003年2月
- 《拉美·英伦·女性主义——外国美术史丛谈》  中国人民大学出版社 2004年9月
- 《古代埃及和美索不达米亚美术》  中国人民大学出版社 2004年10月
- 《欧洲中世纪美术》  中国人民大学出版社 2004年10月
- 《西方女性艺术研究》  山东美术出版社 2006年5月

### 论文
- 生命与自然的探索者——亨利·摩尔  《美术观察》 2000年第12期
- 20世纪拉丁美洲美术发展的特点  《美术观察》 2001年第12期
- 思想的足音——余陈版画近作浅析  《美术观察》 1998年第1期
- 融于天地间的自我——奥基夫的艺术  《荣宝斋》 2001年第5期
- 拉丁美洲美术中的魔幻主义现象  《中国美术》 朝花美术出版社第1期、第2期
- 在梦幻中翱翔的灵魂——威廉·布莱克的艺术  《荣宝斋》 2002年第11期
- 娴静的生命，温柔的力量——蔡小丽的工笔重彩画  《美术观察》 2003年第3期
- 怀旧与创新——蔡小丽工笔重彩新作  《美术》 2003年第3期
- 从诺克林到波洛克——女性主义艺术史理论及实践的发展  《文艺研究》 2003年第2期
- 性别关注——西方女性主义艺术史研究的新阶段  《美术观察》 2004年第3期
- 朱迪斯——圣经女英雄诠释中的性别研究  《没有神像的万神殿》 岭南美术出版社 2005年
- 觉醒的性别——中国当代女性艺术中的新趋向  《中国艺术》 2005年第2期

### 译著
- 《失落与寻回——为什么没有伟大的女艺术家》  中国人民大学出版社 2004年11月
- 《艺术史的历史》  世纪出版集团 上海人民出版社 2007年1月